# Санта Катерина ди Питинури
Санта Катерина ди Питинури је насеље у Италији у округу Ористано, региону Сардинија.
Према процени из 2011. у насељу је живело 377 становника. Насеље се налази на надморској висини од 8 м.